# Scurtu Mare
Scurtu Mare là một xã thuộc hạt Teleorman, România. Dân số thời điểm năm 2002 là 2129 người.